# Patrick M'Boma
Patrick M'Boma (født 15. november 1970) er en tidligere camerounsk fodboldspiller.

## Camerouns fodboldlandshold
| Camerouns landshold | Camerouns landshold | Camerouns landshold |
| År                  | Kmp                 | Mål                 |
| ------------------- | ------------------- | ------------------- |
| 1995                | 1                   | 0                   |
| 1996                | 1                   | 1                   |
| 1997                | 10                  | 6                   |
| 1998                | 8                   | 1                   |
| 1999                | 4                   | 3                   |
| 2000                | 9                   | 9                   |
| 2001                | 9                   | 4                   |
| 2002                | 10                  | 5                   |
| 2003                | 1                   | 0                   |
| 2004                | 4                   | 4                   |
| Total               | 57                  | 33                  |